# Maracaná 06
Maracaná 06 fue un programa de televisión español dedicado al fútbol, que emitía Cuatro en horario de prime time. Estaba presentado y dirigido por Paco González, y contaba con la colaboración del humorista Carlos Latre entre otros.

## Formato del programa
El programa consistía en un repaso de la jornada futbolística y la actualidad de la Liga española, pero enfocada hacia un punto de vista humorístico y desenfadado. Para ello tomó colaboraciones de periodistas del programa de la Cadena SER Carrusel Deportivo y basó sus reportajes en los elaborados por el equipo de El día después, con un punto de vista enfocado a historias anecdóticas y relacionadas con la jornada.
También incluía imitaciones, debates deportivos y, en el último tramo del programa, la aparición de personajes famosos no relacionados con el deporte.

## Desarrollo del programa
Con la transición de Canal+ a Cuatro en la televisión analógica, la nueva cadena decidió eliminar uno de los programas insignia del anterior canal, El día después, que sería sustituido por un nuevo programa. En el nuevo espacio entrarían varios colaboradores de Carrusel Deportivo y el equipo y colaboradores de "El día después". El espacio estaría presentado en un principio por Paco González, Michael Robinson y Carlos Latre.
El programa tuvo que afrontar la marcha del periodista inglés a las 2 semanas de su estreno, quedando Paco González en la presentación. Aunque la cadena afirmó que su marcha se debió a motivos profesionales relacionados con sus retransmisiones en Canal+, Robinson afirmó posteriormente en varias entrevistas que no estaba de acuerdo con el rumbo tomado por el programa, ya que se alejaba del espíritu de "El día después". Sin embargo, el programa continuó e incluyó debates entre periodistas relacionados con Sogecable, parodias de Carlos Latre relacionadas, en su mayoría, con personajes futbolísticos como Cassano o Mourinho, y reportajes enfocados a aspectos anecdóticos de la jornada futbolística conducidos por Berta Collado.
Maracaná 05-06 no obtuvo durante su emisión, los lunes en horario de prime time, unas audiencias destacadas, terminando el curso con un 5% de cuota de pantalla aproximada, un dato por debajo de la cuota de Cuatro. Sin embargo, la cadena decidió darle una oportunidad para la temporada siguiente, renovando su contrato.

### Cancelación del programa
El programa afrontó una nueva temporada, relacionada con la temporada 2006-07. El programa cambió el decorado e incluso su línea de desarrollo, introduciendo otros elementos como entrevistas a famosos no relacionados con el fútbol o la aparición de un grupo de bailarinas, reduciendo los reportajes de fútbol. La audiencia reaccionó de forma negativa, y en sus últimos programas Maracaná 06 obtuvo datos entre el 2'5% y el 3% de audiencia, lo que produjo la cancelación del programa el 30 de octubre.
Tras la retirada, el equipo de reportajes de Maracaná pasó a Deportes Cuatro, al igual que Manolo Lama como presentador. Paco González continuó en Carrusel Deportivo y Carlos Latre realizó meses después una serie de humor en Cuatro, que no tuvo el éxito esperado por el canal.

## Momentos históricos
A pesar de la breve duración del programa con respecto a El Día Después, Maracaná 06 tuvo varios momentos conocidos.
- Thomas Gravesen: El jugador fue objeto de especial seguimiento por parte del programa debido a su estilo de juego cuando militaba en el Real Madrid, donde fue objeto de críticas por parte de los aficionados. El video más conocido es uno donde dicho jugador realizaba un regate involuntario tras resbalarse. En él Gravesen trata de controlar un pase de Zinedine Zidane y el balón se le escapa. Mientras corre tras él, clava la rodilla izquierda haciendo el amago de ir al suelo, pero rápidamente, y en un movimiento bastante arriesgado, se revuelve y controla el balón, que acaba conduciendo sin problemas.[2] El "regate" fue conocido irónicamente como la Gravesinha.

- Antonio Cassano: El mal estado de forma del jugador italiano durante su etapa en el Real Madrid fue objeto de parodia por parte del programa. El humorista Carlos Latre caracterizó una parodia del personaje. En algunos sketches del programa, la imitación del jugador luchaba por objetivos como conseguir el último bollo Pantera Rosa de la máquina expendedora. La cadena italiana Italia 1 habló de esas parodias tiempo después, cuando Cassano regresó a Italia.[3]

## Curiosidades
- El nombre es un homenaje al estadio brasileño Maracaná.
- El escenario de Maracaná 06, en su última temporada, fue también el empleado por Lo + Plus durante sus últimas temporadas.
- A pesar de que Robinson se retiró tras 1 programa, continuó apareciendo en la cabecera de Maracaná 05-06 durante unas semanas hasta que fue borrado.